# Rajnai rizling
A rajnai rizling németországi eredetű fehérborszőlő-fajta, a világon az egyik legelterjedtebb és Magyarországon is népszerű.

## Leírása
A valódi rajnai rizling (Weißer Riesling, Johannisberg Riesling) a Weißer Heunisch és a vadszőlő (ligeti szőlő, Vitis silvestris) spontán kereszteződéséből született (más elméletek szerint a Vitis silvestris és a tramini kereszteződése kereszteződött a Weißer Heunisch fajtával).
A fajtát Rüsseling néven először egy 1348 körüli elzászi forrás említi. A híres német botanikus, Hieronymus Bock (1498–1554) 1546-os kiadású Füveskönyvében (Kreütter Buch) megemlíti, hogy Rissling nevű szőlő terem a Mosel és a Rajna mentén, valamint Wormsban.
A rizling eredetét az osztrák Wachau borászai is a magukénak mondják, mert a borvidék Ritzling nevű hegyét már 13. századi írások is említik. Ez nem feltétlen bizonyíték, de nem is mond ellen a fentieknek, hiszen sok kelet-közép-európai (cseh, magyar) fajta vándorolt a késő középkorban nyugat felé, és honosodott meg Franken területén (a mai Bajorország tartomány északnyugati része), a Felső-Rajna völgyében és Nyugat-Svájcban (Wallis, Waadt, Savoyen).
A szőlőfajta tőkéje erősen növekvő, vesszőinek sűrűsége közepes, vesszői merevek és hengeresek. Fürtje kicsi, tömött, hengeres, kicsit kúpos, gyakran szabálytalan alakú. Termőképessége közepes, Magyarországon szeptember végétől már érik, de akár több hónappal később is szüretelhetik. Fagytűrése a vinifera fajták közül talán a legnagyobb. Esős őszön rothadásra hajlamos és lisztharmatra érzékeny.
Bora kemény, de finom savakkal, extrakttartalma nagy, illat- és zamatanyag-tartalma gazdag, cukortartalma közepes, de ez változó. Termőhelytől és feldolgozástól függően sokarcú lehet, a könnyű, vékony, savas bortól egészen a testes, nagy cukortartalmú csemegeborig.

## Elterjedtsége
Magyarországon főleg a csongrádi, tolnai, etyek-budai és hajós-bajai borvidékeken elterjedt. Továbbnemesített fajtája a rizlingszilváni (Müller-Thurgau), melyet a rajnai rizlingből és zöldszilvániból keresztezett Hermann Müller.
Hasonnevei: Weisser Riesling, Rizling ryzsky, Riesling blanc, Riesling renano bianco, Riesling dRhia, Johannisberger, Fehér rizling, Rheinriesling, Rhine Riesling.